# 小檜山博
小檜山 博（こひやま はく、男性、1937年4月15日 - ）は、日本の小説家。本名は「博」を「ひろし」と読む。神田日勝記念美術館館長。元北海道教育大学特任教授。札幌市在住。

## 略歴
北海道滝上町生まれ。北海道苫小牧工業高等学校電気科卒業。高校卒業後、北海道新聞社に勤務する傍ら執筆活動を開始。「文學界」、「新潮」、「すばる」等の文芸誌にて作品を発表するほか、「北方文芸」などで同人活動を行う。
1976年に発表した『出刃』が第1回北方文芸賞を受賞し、第75回芥川賞候補となったのを皮切りに、本格的な作家活動に乗り出す。
1983年、『光る女』が第17回北海道新聞文学賞・第11回泉鏡花文学賞を受賞。
1987年、『光る女』は相米慎二によって映画化され、キネマ旬報ベストテン第9位になった。
1997年、札幌芸術賞受賞。
1998年、滝上町社会功労賞受賞。
2003年、本人の自伝に当たる『光る大雪』が第7回木山捷平文学賞を受賞。
2005年、北海道文化賞受賞。
2005年、著作「スコール」をもとにして制作された映画「恋するトマト」が大地康雄主演・製作総指揮で公開。
2006年、作家生活30周年を記念して『小檜山博全集』を刊行。
2008年、毎日新聞の読者投稿からの盗用が発覚し謝罪。北海道教育大学の特任教授も辞することになった。
2009年10月3日、自身の出身地である滝上町オシラネップに文学碑が建つ。

## 著作
- 『出刃』 構想社 1976 文庫
- 『黯い足音』 集英社 1979
- 『生きものたち』 集英社 1980
- 『離婚記』 作品社 1980
- 『野人の巣』 潮出版社 1981
- 『地吹雪』 河出書房新社 1982
- 『荒海』 福武書店 1982
- 『光る女』集英社、1983 文庫
- 『乱酔記』 潮出版社 1984
- 『地の音』集英社、1985 文庫
- 『天女たち』 河出書房新社 1985
- 『雪嵐』 講談社 1986 文庫
- 『無縁塚』 河出書房新社 1987
- 『原人の恋』 文化出版局 1987
- 『鏡の裏』 潮出版社 1989
- 『クマソタケルの末裔』 新潮社 1989
- 『ただ坂道を歩きたくて』 文化出版局 1990
- 『夢の女』 講談社 1991
- 『ぼくのほらあな』 有学書林 1993
- 『パラオ・レノン』 集英社 1994
- 『さりげなく北の街』 河出書房新社 1994
- 『一瞬の人生』 河出書房新社 1996
- 『カラオケ漫遊記』 リブリオ出版 1996
- 『自分に出会う日』 廣済堂出版 1997
- 『夢の通い路』 北海道新聞社 1999
- 『スコール』 集英社 1999（映画『恋するトマト』の原作）
- 『風少年』 講談社 2000
- 『光る大雪』 講談社 2002
- 『北ぐにの人生』 講談社 2003
- 『人生という旅』 講談社 2004 のち河出文庫
- 『ぼくの本音』 柏艪舎 2004
- 『ぼくの白状』 講談社 2005
- 『小檜山博全集』全8巻 柏艪舎 2006
- 『漂着』柏艪舎　2010
- 『人生讃歌』河出書房新社、2012